# Krzysztof Redlich
Krzysztof Redlich (ur. 6 kwietnia 1953) – polski profesor nauk fizycznych. Specjalizuje się w zagadnieniach z zakresu szeroko pojętej fizyki (w tym kwantowej teorii pola, modelach na sieci, modelach plazmy kwarkowo-gluonowej oraz teorii cząstek elementarnych). Członek korespondent Polskiej Akademii Nauk od 2007 roku, członek rzeczywisty od 2020. Jest również członkiem Polskiej Akademii Umiejętności. Pracownik Wydziału Fizyki i Astronomii oraz Instytutu Fizyki Teoretycznej Uniwersytetu Wrocławskiego.

## Życiorys
Doktoryzował się w 1981 roku na podstawie pracy zatytułowanej "Przejścia fazowe w materii hadronowej w statystycznym modelu bootstrapu z uwzględnieniem wyższych symetrii wewnętrznych". Habilitację otrzymał w 1990 roku pisząc pracę pt. "Teoria cechowania na sieci oraz pewne aspekty plazmy kwarkowo-gluonowej". Tytuł profesora nauk fizycznych nadano mu w 1995 roku.
Członek Prezydium PAN i prezes Oddziału PAN we Wrocławiu w roku 2023.

## Nagrody i wyróżnienia
Uhonorowany m.in.:
- Nagrodą PAN za osiągnięcia naukowe (1999),
- Nagrodą Naukową Alexandra von Humboldta „Humboldt-Forschungspreis” (2000),
- Zespołową Nagrodą Ministerstwa Edukacji Narodowej (dwukrotnie – w latach 2000, 2003),
- Nagrodą Mariana Smoluchowskiego-Emila Warburga – przyznaną przez Polskie oraz Niemieckie Towarzystwo Fizyczne (2013),
- Złotym Krzyżem Zasługi (2004)